# جينين هوزينجا
جينين هوزينجا (بالهولندية: Jenning Huizenga)‏ مواليد 29 مارس 1984 في فرانيكير، هولندا، هي متسابقة هولندية في صنف سباق الدراجات على الطريق وعلى المضمار. شاركت في دورة الألعاب الأولمبية الصيفية.

## الميداليات
| الميدالية | المسابقة                               |
| --------- | -------------------------------------- |
| فضية      | بطولة العالم للدراجات على المضمار 2008 |

## روابط خارجية
- جينين هوزينجا على موقع الاتحاد الدولي للدراجات (الإنجليزية)
- جينين هوزينجا على موقع أرشيف الدراجات (الإنجليزية)
- جينين هوزينجا على موقع إحصائيات الدراجات الإحترافية (الإنجليزية)
- جينين هوزينجا على موقع نسبة الدراجات (الإنجليزية)
- جينين هوزينجا على موقع أوليمبيديا (الإنجليزية)